# Rockbourne
Rockbourne – wieś w Anglii, w hrabstwie Hampshire, w dystrykcie New Forest. Leży 34 km na zachód od miasta Winchester i 134 km na południowy zachód od Londynu.